# روموروتی
روموروتی (به لاتین: Rumuruti) یک شهرک در کنیا است که در شهرستان لایکیپیا واقع شده‌است. روموروتی ۳۱٬۶۴۹ نفر جمعیت دارد و ۱٬۸۲۸ متر بالاتر از سطح دریا واقع شده‌است.